# Thomas P. Bostick

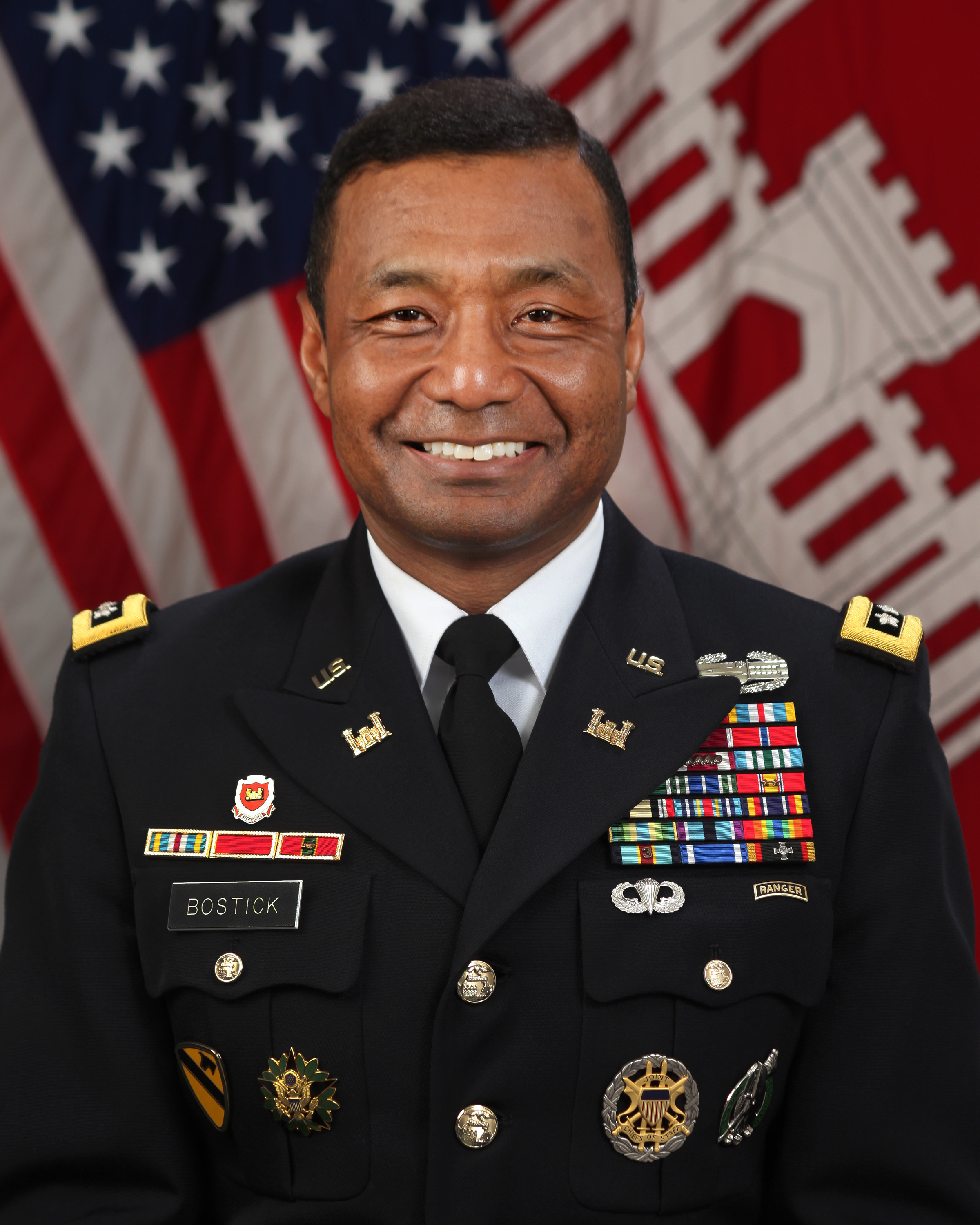
Thomas P. Bostick (2012)

Thomas Paul Bostick (* 23. September 1956 in Fukuoka, Präfektur Fukuoka, Japan) ist ein pensionierter Generalleutnant der United States Army. Er war unter anderem Kommandeur des United States Army Corps of Engineers.
Thomas Bostick ist ein Sohn von Sidney C. Bostick und dessen Frau Fumiko M. Bostick. Der Vater diente als Master Sergeant in der US-Army. Daher wuchs er an den jeweiligen Stationierungsorten des Vaters auf und besuchte dortige Schulen.
In den Jahren 1974 bis 1978 durchlief er die United States Military Academy in West Point. Nach seiner Graduation wurde er als Leutnant den Pioniereinheiten (Engineers) zugeteilt. In der Armee durchlief er anschließend alle Offiziersränge vom Leutnant bis zum Drei-Sterne-General.
Im Lauf seiner militärischen Karriere absolvierte Thomas Bostick verschiedene Kurse und Schulungen. Dazu gehörten unter anderem der Engineer Officer Basic Course, der Engineer Officer Advanced Course, das Command and General Staff College und das United States Army War College. Außerdem erhielt er akademische Grade von der Stanford University (1985) und der George Washington University.
In seinen jüngeren Jahren absolvierte er den für Offiziere in den niederen Rangstufen üblichen Dienst in verschiedenen Pioniereinheiten und Standorten. Zwischenzeitlich wurde er auch als Stabsoffizier eingesetzt. Als Pionier (Engineer) gehörten der Hochwasserschutz, der Ausbau von Hafenanlagen und deren militärische Verteidigung, Flussregulierungen, der Bau von Schleusen und Stauwerken sowie Straßen und Flugplätzen zu seinem Aufgabenbereich.
Zwischen 1978 und 1982 war er in Wildflecken in Deutschland stationiert, wo er beim 54. Pionierbataillon in verschiedenen Funktionen tätig war. Nach seiner Rückkehr in die Vereinigten Staaten und dem Besuch einiger der erwähnten Schulen war er ab 1985 Dozent an der Militärakademie in West Point. In den Jahren 1989 und 1990 war er White House Fellow im Ministerium für Veteranenangelegenheiten.
Im Jahr 1990 wurde Bostick als Stabsoffizier bei USAREUR nach Heidelberg versetzt. Danach wurde er in Baumholder und Bad Kreuznach bei Einheiten der 1. Panzerdivision stationiert, wo er ebenfalls Stabsoffiziersaufgaben wahrnahm. Im Jahr 1993 wurde er in Washington, D.C. Stabsoffizier im Hauptquartier des Corps of Engineers (COE). Anschließend kommandierte er das 1. Pionierbataillon. In den Jahren 1997 bis 1999 kommandierte er eine Brigade der 1. Panzerdivision, mit der er in Bosnien und Herzegowina eingesetzt war.
Anschließend gehörte er zum Stab des Chief of Staff of the Army im Pentagon. In diese Zeit fielen die Terroranschläge am 11. September 2001. In der Folge wurde Bostick im Irakkrieg eingesetzt. Dort gehörte er zunächst dem Stab der 1. Kavalleriedivision an. Später kommandierte er die Gulf Region Division im Irak. In den Jahren 2005 bis 2009 war Bostick Kommandeur des U.S. Army Recruiting Commands in Fort Knox in Kentucky.
Im Jahr 2010 wurde er zum Leiter des Personalwesens für das US-Heer im Pentagon ernannt. Diesen Posten bekleidete er bis Mai 2012. Danach wurde er zum neuen Kommandeur des gesamten COE ernannt. Er war nach Joe N. Ballard der zweite Kommandeur des Corps mit afro-amerikanischer Herkunft. Nachdem er sein Kommando im Mai 2016 an Todd T. Semonite übergeben hatte, schied er aus dem aktiven Militärdienst aus.
Nach seiner Pensionierung arbeitete Thomas Bostick bis 2020 in verschiedenen führenden Positionen für die Firma Intrexon Corporation. Seit 2017 ist er Mitglied der National Academy of Construction. Im Jahr 2021 wurde Bostick Mitglied der kurzlebigen Naming Commission, die im Oktober 2022 wieder aufgelöst wurde.

## Orden und Auszeichnungen
Thomas Bostick erhielt im Lauf seiner militärischen Laufbahn unter anderem folgende Auszeichnungen:
- Army Distinguished Service Medal
- Defense Superior Service Medal
- Legion of Merit
- Bronze Star Medal
- Defense Meritorious Service Medal
- Meritorious Service Medal
- Joint Service Commendation Medal
- Army Commendation Medal
- Army Achievement Medal